# Edi Dadić
Edi Dadić, né le 22 décembre 1993 à Rijeka, est un fondeur croate.

## Biographie
Membre du club TSK Ravnogorac depuis 1999, il court sa première saison au niveau international lors de la saison 2008-2009, prenant part notamment aux Championnats du monde junior à Praz de Lys Sommand.
En fin d'année 2010, il est appelé pour la première fois pour une course dans la Coupe du monde à Davos, puis est sélectionné pour les Championnats du monde à Oslo, où son meilleur résultat est 62e sur le quinze kilomètres.
En 2012 à Erzurum, il signe son meilleur résultat en championnat du monde junior avec une 17e place au skiathlon, soit aussi la meilleure performance croate dans l'histoire de cette compétition.
Il prend part aux Championnats du monde des moins de 23 ans entre 2014 et 2016 et son meilleur résultat y est 22e sur quinze kilomètres lors de l'édition 2015 à Almaty. En 2013, il occupe la deuxième place du classement général de la Coupe des Balkans.
En 2014, le Croate alors âgé de 20 ans dispute ses premiers jeux olympiques à Sotchi, courant quatre épreuves, terminant au mieux 58e au cinquante kilomètres.
Aux Championnats du monde 2017 à Lahti, Dadić obtient son meilleur résultat dans des mondiaux avec le 58e rang au sprint libre.
En 2018, il est sélectionné pour les Jeux olympiques de Pyeongchang, en ski de fond, où il finit 50e au 15 km libre, 66e au sprint classique et n'a pas terminé le skiathlon.

## Palmarès

### Jeux olympiques
| Épreuve / Édition   | Sprint                           | Sprint                           | 15 km                            | 15 km                            | Skiathlon 2 × 15 km | 50 km | Relais | Relais    |
| Épreuve / Édition   | libre                            | classique                        | libre                            | classique                        | Skiathlon 2 × 15 km | 50 km | Sprint | 4 × 10 km |
| JO 2014 Sotchi      | 69e                              | Épreuve inexistante à cette date | Épreuve inexistante à cette date | 60e                              | 64e                 | 58e   | —      | —         |
| JO 2018 Pyeongchang | Épreuve inexistante à cette date | 66e                              | 50e                              | Épreuve inexistante à cette date | Abandon             | -     | -      | —         |

Légende :
- : pas d'épreuve
- — : Non disputée par Dadić

### Championnats du monde
| Épreuve / Édition           | Sprint                           | Sprint                           | 15 km                            | 15 km                            | Poursuite (skiathlon) 2 × 15 km | 50 km | Relais | Relais    |
| Épreuve / Édition           | libre                            | classique                        | libre                            | classique                        | Poursuite (skiathlon) 2 × 15 km | 50 km | Sprint | 4 × 10 km |
| Mondiaux 2011 Oslo          | 84e                              | Épreuve inexistante à cette date | Épreuve inexistante à cette date | 62e                              | -                               | -     | -      | -         |
| Mondiaux 2013 val di Fiemme | Épreuve inexistante à cette date | 77e                              | 75e                              | Épreuve inexistante à cette date | 72e                             | -     | —      | —         |
| Mondiaux 2015 Falun         | Épreuve inexistante à cette date | 69e                              | 66e                              | Épreuve inexistante à cette date | DNS                             | -     | —      | —         |
| Mondiaux 2017 Lahti         | 58e                              | Épreuve inexistante à cette date | Épreuve inexistante à cette date | 66e                              | -                               | -     | —      | —         |
| Mondiaux 2019 Seefeld       | 78e                              | Épreuve inexistante à cette date | Épreuve inexistante à cette date | -                                | -                               | -     | 27e    | -         |

Légende :
- : pas d'épreuve
- — : Non disputée par Dadić
- DNS : inscrit, mais pas au départ